# Liste der denkmalgeschützten Objekte in Bocksdorf
Die Liste der denkmalgeschützten Objekte in Bocksdorf enthält ein denkmalgeschütztes, unbewegliches Objekt der Gemeinde Bocksdorf.

## Denkmäler
| Foto |                 | Denkmal                                                     | Standort                              | Beschreibung                                                                                                 | Metadaten |
| ---- | --------------- | ----------------------------------------------------------- | ------------------------------------- | --- | --- |
| ja   | Datei hochladen | Kath. Pfarrkirche hl. Anna HERIS-ID: 30925 Objekt-ID: 27792 | Kirchenplatz 1 Standort KG: Bocksdorf | Mittelalterliche Pfarre. Großer einschiffiger nach Südosten orientierter Spätbarockbau, 1777–1779 errichtet. | BDA-Hist.: Q15124663 Status: § 2a Stand der BDA-Liste: 2025-06-30 Name: Kath. Pfarrkirche hl. Anna GstNr.: 220 Pfarrkirche Bocksdorf |